# Jesús Campos García
Jesús Campos García (Jaén, 1938) es un autor teatral, director y escenógrafo español. Cuenta con los Premios Lope de Vega (1974), Premio Nacional de Literatura Dramática (2000) y Tirso de Molina (2001), entre otros. Desde 2016 es Presidente de Honor de la Asociación de Autores de Teatro.

## Biografía

### Comienzos como dramaturgo (tardofranquismo y Transición)
Comienza su trayectoria como autor teatral en los años 70, obteniendo por entonces numerosos premios por sus textos (entre ellos, el Lope de Vega del Ayuntamiento de Madrid, el Carlos Arniches de Alicante y el Eulalia Asenjo de la Real Academia Española). Con anterioridad, había trabajado en un estudio de pintura junto al pintor almeriense Luis Cañadas, había tenido una granja en Almería, competido en el Rallye de Montecarlo y, sobre todo, había descubierto su pasión por bailar rock; experiencias todas ellas que trascenderán en sus obras teatrales.
En 1975 formó su propio grupo de teatro independiente, Taller de Teatro, y con él montó varias de sus obras entre 1975 y 1990, siempre con dirección y escenografía del propio Campos. Algunas de sus piezas más conocidas de esa época son: Nacimiento, pasión y muerte de... por ejemplo: tú (estrenada en el Teatro Alfil, en 1975), Matrimonio de un autor teatral con la Junta de Censura (publicada en la revista norteamericana Modern International Drama en 1974), En un nicho amueblado (publicada en la revista Primer Acto en 1975), Es mentira (estrenada en 1980 en el Teatro Lavapiés) y sobre todo, 7000 gallinas y un camello (Premio Lope de Vega 1974, estrenada en el Teatro María Guerrero en 1976). 
Con esta última convierte el escenario del Teatro María Guerrero, entonces Teatro Nacional, en un inmenso gallinero con aves reales: metáfora política de una sociedad y de un mundo que debían quedar atrás; un texto lleno de esperanza en la Transición política que España estaba a punto de emprender. Otros de los temas que aborda en esta etapa son: la censura (Matrimonio de un autor teatral con la Junta de Censura), la vida de la mujer casada en una sociedad machista y tradicional que la asfixiaba (En un nicho amueblado), la pena de muerte o la lucha fratricida (Es mentira, escrita durante los últimos fusilamientos de la dictadura).

### Teatros del Círculo (1984-1989)
Los años ochenta los dedica a un proyecto colectivo, los Teatros del Círculo, con el objetivo de defender al colectivo de autores españoles de teatro, que habían sido maltratados en su día por la censura y empezaban a serlo por las nuevas formas que adquiría el poder cultural en la etapa socialista. Durante la etapa en que dirige los Teatros del Círculo de Bellas Artes de Madrid (1984-1989), esta entidad llegará a contar con tres salas teatrales funcionando al mismo tiempo, llevando a cabo una programación basada fundamentalmente en autores españoles contemporáneos (entre ellos, Francisco Nieva, Alfonso Sastre, Fernando Arrabal, Domingo Miras, etc.), y autogestionándose en los últimos años con los ingresos que proporcionaba la asistencia del público. Sin hacer distinciones entre generaciones o planteamientos estéticos, durante su gestión se dio cabida en las salas del Círculo a autores de distintas edades, y con gran diversidad de planteamientos estéticos e ideológicos; procurando dar voz, a través de las creaciones de sus propios dramaturgos, a la sociedad española en su pluralidad.
Esta es una idea que Campos ha defendido siempre en sus artículos, y que le llevará años después a presidir la Asociación de Autores de Teatro. La buena acogida que tuvo por parte del público madrileño y de la profesión teatral la experiencia de los Teatros del Círculo coincidió en el tiempo con el surgimiento de las salas alternativas en Madrid, de las que esta experiencia fue en cierto modo pionera. Durante esta etapa Campos había abandonado temporalmente la escritura teatral, escribiendo únicamente Danza de ausencias y Entrando en calor. 

### Vuelta a los escenarios (1990-)
En 1990 vuelve a los escenarios con Entrando en calor (Sala Mirador), comedia postnuclear que obtuvo el Premi Born de Teatre. Desde entonces y hasta 1995 escribe varias novelas, actualmente inéditas, y en 1997 estrena A ciegas en el Festival de Otoño de Madrid, espectáculo insólito (se representa en la más absoluta y total oscuridad) que logra una espléndida acogida por parte de la crítica madrileña. Desde entonces, no ha cesado su actividad en los escenarios: ese mismo año, en noviembre de 1997, estrena Triple salto mortal con pirueta, una comedia muy alejada de los moldes convencionales, protagonizada por el actor y presentador Juan y Medio, y por Lola Marceli. En 1999 estrena Naufragar en Internet, interpretada por Francisco Vidal; obra por la que al año siguiente obtiene el Premio Nacional de Literatura Dramática del Ministerio de Cultura de España. 

En 2000 vuelve al Festival de Otoño con Danza de ausencias, obra de montaje innovador, que se representa en cuatro espacios consecutivos, por los que el público se va desplazando. En 2002 estrena Patético jinete del rock and roll: galardonada con el Premio Tirso de Molina en el año anterior, es la historia de la convivencia de dos ancianos, padre e hijo, de mentalidades opuestas. 

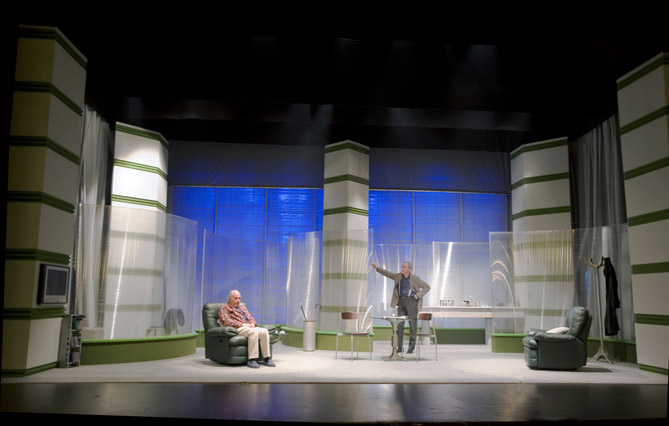
Patético jinete del rock and roll, interpretada por Miguel Palenzuela y Carlos Manuel Díaz (2010)

 En 2004 pone en escena La fiera corrupia, obra de teatro para adolescentes, dentro de la programación de Teatralia (Festival Internacional de Artes Escénicas para niños y jóvenes), en la que trata sobre los estragos de la droga en los más jóvenes. En 2005 estrenó Entremeses variados, espectáculo compuesto de obras breves, y en 2007 repuso A ciegas en el Festival d'Estiu Grec de Barcelona, en el Villarroel Teatre. En 2008 estrena d.juan@simetrico.es (La burladora de Sevilla y el Tenorio del siglo XXI) en el Teatro Circo de Albacete, y ese mismo año recibe un homenaje por parte de la Muestra de Teatro Español de Autores Contemporáneos de Alicante, en reconocimiento a su trayectoria profesional.
En 2016 ha estrenado ... y la casa crecía en el Teatro María Guerrero, con producción del Centro Dramático Nacional.
Todas las obras citadas han sido dirigidas por el propio Campos, que además se ha encargado del diseño de la escenografía de todas ellas. También ha intervenido como actor en algunos de sus montajes.

### La Asociación de Autores de Teatro (1998-2015)
Junto a su faceta de autor teatral, destaca su actividad como gestor cultural, que retoma en 1998, año en que es nombrado Presidente de la Asociación de Autores de Teatro; desde entonces, la Asociación cuenta con la revista Las Puertas del Drama, ha organizado el Salón Internacional del Libro Teatral (que en 2015 celebró su XVI Edición), ha realizado el Maratón de Monólogos en el Círculo de Bellas Artes y en La Casa Encendida de Madrid, además de lecturas dramatizadas, publicaciones, talleres de escritura y otras muchas actividades. En 2015 deja la presidencia ejecutiva de la AAT y es nombrado Presidente de Honor de esta asociación.

## Lenguaje escénico
En la mayoría de los estudios sobre el teatro del período, la crítica especializada (César Oliva, José Monleón, Cristina Santolaria...) lo ha vinculado con el llamado "Nuevo Teatro Español", término con el que se denominó a una generación de dramaturgos unidos en lo ideológico por su oposición a la dictadura y en lo estético por la influencia de las neovanguardias y la búsqueda de nuevas formas distintas al realismo social de la generación que les precedió. No obstante, esta clasificación no se ajusta del todo a los planteamientos de Campos, que siempre se interesó por las obras de los dramaturgos realistas (durante su etapa como presidente de la AAT publicó las obras de muchos de estos autores), y que nunca ha intentado romper con la tradición precedente sino interpretarla con una nueva mirada, desde una posición más próxima a la de los creadores de la llamada posmodernidad.
En efecto, Jesús Campos conoce en profundidad el lenguaje del teatro y construye sus obras a partir de esquemas genéricos tradicionales (algunos más habituales, como comedia o el sainete, otros más insólitos como las danzas de la muerte o el auto sacramental), pero lo hace reflejando la visión del mundo de su tiempo; transgrediendo, por tanto, los esquemas de partida en la medida en que han dejado de ser eficaces para el público y los problemas de hoy y confrontándolos con la nueva realidad, de forma que sus obras terminan alejándose del esquema inicial del que partían tanto en sus rasgos formales como en la visión del mundo que es reflejada y en la forma en que muestran las relaciones humanas. En consecuencia, el conjunto de sus obras de teatro suponen una profunda revisión de los esquemas mentales que dieron lugar a esos géneros en su tiempo. 
Muchas de ellas tienen un indudable trasfondo político, como Es mentira, escrita durante los últimos fusilamientos del franquismo, o 7000 gallinas y un camello, alegoría de la necesidad y la esperanza de cambio que alentó a la sociedad española durante la Transición. Su obra más reciente, ... y la casa crecía, es una alegoría en clave de comedia sobre el crecimiento económico desmedido.
Además, ha escrito numerosos artículos de reflexión sobre el hecho teatral: tanto sobre sus aspectos políticos como sobre el proceso de creación, la escritura, las relaciones entre autoría y dirección, teatro y poder, etc. Estos artículos han sido escritos sobre todo durante los años en que preside la Asociación de Autores de Teatro, y muchos de ellos fueron publicados en la revista Las Puertas del Drama, a modo de editoriales de dicha revista. 